# Nikione natalensis
Nikione natalensis är en kräftdjursart som beskrevs av Brian Frederick Kensley 1974. Nikione natalensis ingår i släktet Nikione och familjen Bopyridae. Inga underarter finns listade i Catalogue of Life.